# Martín Bravo
Martín Iván Bravo (Santa Fe, Santa Fe, Argentina ; 19 de septiembre de 1986) es un exfutbolista argentino, naturalizado mexicano. Jugaba como delantero y su último equipo fue el Tlaxcala Fútbol Club de la Liga de Expansión MX.

## Trayectoria

### Colon
Comenzó a jugar fútbol desde los 6 años. A los dieciséis años ingresó a las reservas del Club Atlético Colón, con quienes jugó en la sexta y obtuvo un campeonato de quinta división, para después ser subido al plantel de primera. Debutó en primera división el 13 de febrero de 2005 en la derrota de Colón 3-2 ante el Club Atlético River Plate, Bravo ingresó a los 43 minutos del segundo tiempo, en lugar del colombiano Giovanni Hernández.

### San Martin (SJ)
En 2007 fue enviado a préstamo al Club Atlético San Martín (San Juan) ya que el equipo de Colón no solía utilizar mucho a jóvenes de las categorías inferiores. En el torneo apertura, Bravo batalló para encontrar la regularidad con el equipo debido a problemas físicos, pero para el torneo clausura consiguió la titularidad. Logró su primer gol como profesional el 9 de febrero de 2008, en la victoria de su equipo 2-0 ante Argentinos Juniors. A principios de abril, el presidente del club aseguró que San Martín compraría a Bravo por 850 mil dólares. A la mitad del torneo, San Martín perdió todos los partidos restantes de la temporada, lo que provocó el descenso del equipo a la segunda división de Argentina. Tras esto y otros factores más, San Martín desistió de comprar a Bravo y este tuvo que regresar a Colón.

### Universidad Nacional
En 2008, tras acabar su préstamo con San Martín, Bravo decidió no renovar contrato con Colón, el cual expiraba el 30 de junio y firmó con el Club Universidad Nacional de México como agente libre. Ante esto, la Asociación del Fútbol Argentino bloqueó el pase internacional de Bravo, ya que los directivos de Colón reclamaban la transferencia porque unilateralmente firmaron al jugador, algo que se estila en Argentina, pero que no tiene validez en los demás países. Después de transcurridos 30 días, que son los que tiene cada federación para liberar el pase internacional de un jugador, la AFA no liberó el pase de Bravo, por lo que la FIFA avaló el pase de Bravo y este pudo jugar finalmente con Pumas. Con los universitarios, Bravo jugó su primer partido internacional el 16 de septiembre de 2008, en el empate a un gol entre Pumas y San Francisco Fútbol Club en un juego de la Concacaf Liga Campeones 2008-09. En su primer torneo en México solo jugó 4 partidos y no logró ni un gol. Para el siguiente torneo, el Clausura 2009, logró la titularidad, anotó una aceptable cantidad de 7 goles y consiguió el primer título en su carrera cuando su equipo derrotó a Pachuca en la final. Dos años después logró de nueva cuenta el campeonato de la liga, esta vez al derrotar a Monarcas Morelia en la final por marcador global de 3-1. En los 6 años que estuvo Bravo con los universitarios, jugó 221 partidos y anotó 60 goles, lo que lo había convertido en el goleador número diez en la historia del club de la UNAM, hasta que fue superado por sólo una diana años más tarde por su compatriota: Juan Ignacio Dinenno.

### Club León
En verano de 2014 fue traspasado al Club León en cambio por Matías Britos. En una temporada con los esmeraldas anotó 3 goles en 29 partidos y participó en un partido amistoso en contra del Fútbol Club Barcelona el cual terminó en goleada de 6-0 a favor de los españoles. En 2015 pasó a jugar con los Dorados de Sinaloa, en donde solo consiguió un gol en 20 encuentros y entonces fue enviado al Club Santos Laguna.

### Fútbol 7
En enero de 2024 se presentó al draft de la  Américas Kings League -una liga profesional de fútbol 7-, siendo seleccionado por el equipo Club de Cuervos. En octubre de ese año se unió al Peluche Caligari de la misma liga.

## Estadísticas
Actualizado al último partido jugado el 1 de septiembre de 2018.
| Colón Argentina |               |               |     |     |    |    |    |     |     |    |
| 1ª | 2004-05       | 3             | 0   | -   | -  | -  | -  | 3   | 0   |    |
| 1ª | 2005-06       | 1             | 0   | -   | -  | -  | -  | 1   | 0   |    |
| 1ª | 2006-07       | 11            | 0   | -   | -  | -  | -  | 11  | 0   |    |
| Total club | Total club    | 15            | 0   | 0   | 0  | 0  | 0  | 15  | 0   |    |
| C. A. San Martín (SJ) Argentina |               |               |     |     |    |    |    |     |     |    |
| 1ª | 2007-08       | 22            | 9   | -   | -  | -  | -  | 22  | 9   |    |
| 1ª | 2018-19       | 12            | 4   | 1   | 0  | -  | -  | 13  | 4   |    |
| Total club | Total club    | 34            | 13  | 1   | 0  | 0  | 0  | 35  | 13  |    |
| C. Universidad Nacional · México |               |               |     |     |    |    |    |     |     |    |
| 1ª | 2008-09       | 25            | 7   | -   | -  | 5  | 2  | 30  | 9   |    |
| 1ª | 2009-10       | 32            | 7   | -   | -  | 4  | 1  | 36  | 8   |    |
| 1ª | 2010-11       | 41            | 10  | -   | -  | 3  | 0  | 44  | 10  |    |
| 1ª | 2011-12       | 34            | 5   | -   | -  | 9  | 4  | 43  | 9   |    |
| 1ª | 2012-13       | 32            | 9   | 2   | 1  | -  | -  | 34  | 10  |    |
| 1ª | 2013-14       | 28            | 11  | 6   | 3  | -  | -  | 34  | 14  |    |
| Total club | Total club    | 192           | 49  | 8   | 4  | 21 | 7  | 221 | 60  |    |
| C. León · México |               |               |     |     |    |    |    |     |     |    |
| 1ª | 2014-15       | 25            | 3   | -   | -  | 4  | 0  | 29  | 3   |    |
| Total club | Total club    | 25            | 3   | 0   | 0  | 4  | 0  | 29  | 3   |    |
| Dorados de Sinaloa · México |               |               |     |     |    |    |    |     |     |    |
| 1ª | 2015          | 15            | 0   | 5   | 1  | -  | -  | 20  | 1   |    |
| Total club | Total club    | 15            | 0   | 5   | 1  | 0  | 0  | 20  | 1   |    |
| C. Santos Laguna · México |               |               |     |     |    |    |    |     |     |    |
| 1ª | 2015-16       | 16            | 4   | 3   | 2  | -  | -  | 19  | 6   |    |
| 1ª | 2016-17       | 17            | 1   | -   | -  | -  | -  | 17  | 1   |    |
| Total club | Total club    | 33            | 5   | 3   | 2  | -  | -  | 36  | 7   |    |
| Veracruz · México |               |               |     |     |    |    |    |     |     |    |
| 1ª | 2016-17       | 12            | 0   | 2   | 0  | -  | -  | 14  | 0   |    |
| 1ª | 2017-18       | 9             | 1   | 3   | 0  | -  | -  | 12  | 1   |    |
| Total club | Total club    | 21            | 1   | 5   | 0  | 0  | 0  | 26  | 1   |    |
| San Martín (SJ) Argentina |               |               |     |     |    |    |    |     |     |    |
| 1ª | 2018-19       | 12            | 4   | 2   | 0  | -  | -  | 14  | 4   |    |
| 1ª | 2019-20       | 19            | 3   | 0   | 0  | -  | -  | 19  | 0   |    |
| Total club | Total club    | 31            | 7   | 2   | 0  | 0  | 0  | 33  | 1   |    |
| Total carrera | Total carrera | Total carrera | 328 | 121 | 22 | 7  | 25 | 7   | 382 | 85 |
| (1)Incluye datos de la Copa México (2)Incluye datos de la Concacaf Liga Campeones (2008-09, 2009-10, 2011-12, 2014-15, 2015-16) y SuperLiga Norteamericana (2010) |               |               |     |     |    |    |    |     |     |    |

## Palmarés

### Campeonatos nacionales
| Título                     | Equipo                    | País   | Año    |
| -------------------------- | ------------------------- | ------ | ------ |
| Primera División de México | Club Universidad Nacional | México | C-2009 |
| Primera División de México | Club Universidad Nacional | México | C-2011 |